# Dzianis Chramjankoŭ
Dzianis Uladzimiravitj Chramjankoŭ (belarusiska: Дзяніс Уладзіміравіч Храмянкоў), född 10 juli 1996, är en belarusisk brottare som tävlar i fristil.

## Karriär
Vid EM 2025 i Bratislava tog Chramjankoŭ brons i 125 kg-klassen efter att ha besegrat ungerske Vladislav Bajtsajev i bronsmatchen.